# ولدت لأسعدك
«ولدت لأسعدك» أو «بورن تو ميك يو هابي» (بالإنجليزية: Born to Make You Happy) هي أغنية للمغنية الأمريكية بريتني سبيرز، من ألبومها الأول «...بيبي ون مور تايم». صدرت كالأغنية المنفردة الرابعة من الألبوم بتاريخ 6 ديسمبر، 1999 بواسطة تسجيلات جايف.
قبل تسجيل الأغنية، سألت سبيرز كاتبو الأغنية أن يعيدوا كتابتها بعد أن كان موضوعها جنسياً. سجلت سبيرز الأغنية في مارس 1999 ثم أعادت تسجيلها لاحقاً في نفس العام.
«ولدت لأسعدك» هي أغنية بوب مراهقين تحتوي الطابع الكلاسيكي، تتحدث عن المرأة التي ترغب في تصحيح العلاقة العاطفية بينها وبين حبيبها، حيث أنها لا تعلم ماذا جرى من خطأ.
استقبلت الأغنية نقداً متفاوتاً، حيث قالوا أنه باكراً على سبيرز إصدار أغنية كلاسيكية، وقالوا أن هذه الأغنية ليست بمستوى الأغاني الباقية في الألبوم. نجحت الأغنية عالمياً وكانت #1 في ايرلندا، ووصلت قائمة توب 5 في بلجيكا، فنلندا، ألمانيا، هولندا، النرويج، السويد وسويسرا. وفي المملكة المتحدة كانت #1, لتكون سادس أعلى أغنية منفردة لسبيرز مبيعاً في المملكة.
في الفيديو تظهر سبيرز بأنها تحلم بأنها مع حبيبها، بينما هي تغني وترقص في غالبية الفيديو.